# Srpska liga 1939-1940
Il Srpska liga u fudbalu 1939./40., in cirillico: Српска лига у фудбалу 1939./40.?, (it. "Campionato serbo di calcio 1939-40") fu la quarta edizione del campionato calcistico dalla Serbia.
Questo campionato compare anche nell'elenco dei campionati di calcio non ufficiali della Serbia. Le prime 3 edizioni sono state disputate dal 1920 al 1922 ed erano organizzate dalla sottofederazione di Belgrado.
Il vincitore del torneo fu il BSK Belgrado, al suo terzo titolo di campione della Serbia.

## Avvenimenti
Poco prima dell'inizio della seconda guerra mondiale (cui la Jugoslavia ancora non partecipa), le squadre slovene e croate lasciano la federcalcio jugoslava per confluire nella federcalcio croata per protesta contro la presunta supremazia accentratrice dei Serbi.
Nella sessione del 15 giugno viene decisa la formazione di una lega con nove club croati ed uno sloveno. A questo punto viene formata una lega serba con altrettante (10) squadre a rappresentanza del territorio jugoslavo rimasto, ovvero i seguenti territori: Belgrado, Banovina del Vrbas, Banovina della Drina, Banovina della Zeta, Banato del Danubio, Banovina della Morava e Banovina del Vardar.

Le città di Sarajevo e Subotica sono presenti in entrambe le leghe: SAŠK e JAD Bačka, pur esterne alla Banovina di Croazia, a rappresentanza della comunità croata, mentre Slavija e ŽAK, espressioni della comunità serba, vengono inserite nell'apposita lega.
Le prime tre classificate di ogni lega accedono al Državno prvenstvo 1939-1940, il campionato nazionale.

## Squadre partecipanti
| Squadra        | Sede     | Stagione 1938-39 | Stagione 1938-39                                 |
| Squadra        | Sede     | Pos.             | Divisione                                        |
| -------------- | -------- | ---------------- | ------------------------------------------------ |
| BSK            | Belgrado | 1º               | Campionato nazionale                             |
| SK Jugoslavija | Belgrado | 3º               | Campionato nazionale                             |
| SK Jedinstvo   | Belgrado | 6º               | Campionato nazionale                             |
| SK Slavija     | Zagabria | 7º               | Campionato nazionale                             |
| BASK           | Belgrado | 8º               | Campionato nazionale                             |
| Gragjanski SK  | Skopje   | 10º              | Campionato nazionale                             |
| SK Zemun       | Zemun    | 11º              | Campionato nazionale                             |
| SK Bata        | Borovo   | 1º               | 1ª classe Osijek, vincitore I gruppo spareggi    |
| SK Vojvodina   | Novi Sad | 1º               | 1ª classe Novi Sad, vincitore II gruppo spareggi |
| ŽAK            | Subotica | 1º               | 1ª classe Subotica, vincitore gruppo ripescaggio |

## Classifica
|  | Pos. | Squadra            | Pt | G  | V  | N | P  | GF | GS | QR    |
|  | ---- | ------------------ | -- | -- | -- | - | -- | -- | -- | ----- |
|  | 1.   | BSK Belgrado       | 31 | 18 | 15 | 1 | 2  | 82 | 17 | 4,823 |
|  | 2.   | Jugoslavija        | 24 | 18 | 9  | 6 | 3  | 52 | 18 | 2,888 |
|  | 3.   | Slavija            | 23 | 18 | 10 | 3 | 5  | 47 | 28 | 1,678 |
|  | 4.   | Vojvodina          | 21 | 18 | 8  | 5 | 5  | 35 | 34 | 1,029 |
|  | 5.   | Gragjanski Skopje  | 21 | 18 | 10 | 1 | 7  | 33 | 34 | 0,970 |
|  | 6.   | Bata Borovo        | 18 | 18 | 7  | 4 | 7  | 31 | 40 | 0,775 |
|  | 7.   | Jedinstvo Belgrado | 16 | 18 | 7  | 2 | 9  | 31 | 40 | 0,775 |
|  | 8.   | ŽAK Subotica       | 11 | 18 | 5  | 1 | 12 | 20 | 61 | 0,327 |
|  | 9.   | BASK Belgrado      | 10 | 18 | 2  | 6 | 10 | 19 | 35 | 0,542 |
|  | 10.  | SK Zemun           | 5  | 18 | 1  | 3 | 14 | 17 | 63 | 0,269 |

Legenda:
      Ammessa al Državno prvenstvo 1939-1940.
  Ammesso al ripescaggio.
      Retrocessa.
Note:
Due punti a vittoria, uno a pareggio, zero a sconfitta.

## Risultati
|                     | BSK  | Jug  | Sla  | Voj  | Gra  | Bat  | Jed  | ŽAK  | BAS  | Zem  |
| ------------------- | ---- | ---- | ---- | ---- | ---- | ---- | ---- | ---- | ---- | ---- |
| BSK                 | –––– | -    | -    | 5-0  | -    | -    | -    | -    | -    | --   |
| Jugoslavija         | -    | –––– | -    | 0-1  | -    | -    | -    | -    | -    | -    |
| Slavija             | -    | -    | –––– | 5-1  | -    | -    | -    | -    | -    | -    |
| Vojvodina           | 3-5  | 2-2  | 2-1  | –––– | 2-2  | 1-1  | 2-3  | 1-0  | 3-0  | 5-0  |
| Gragjanski          | -    | -    | -    | 3-0  | –––– | -    | -    | -    | -    | -    |
| Bata                | -    | -    | -    | 2-2  | -    | –––– | -    | -    | -    | -    |
| Jedinstvo           | -    | -    | -    | 1-3  | -    | -    | –––– | -    | -    | -    |
| ŽAK                 | -    | -    | -    | 0-2  | -    | -    | -    | –––– | -    | -    |
| BASK                | -    | -    | -    | 2-3  | -    | -    | -    | -    | –––– | -    |
| Zemun               | -    | -    | -    | 2-2  | -    | -    | -    | -    | -    | –––– |
| Fonte: FK Vojvodina |      |      |      |      |      |      |      |      |      |      |